# Tomorrowland (festival)

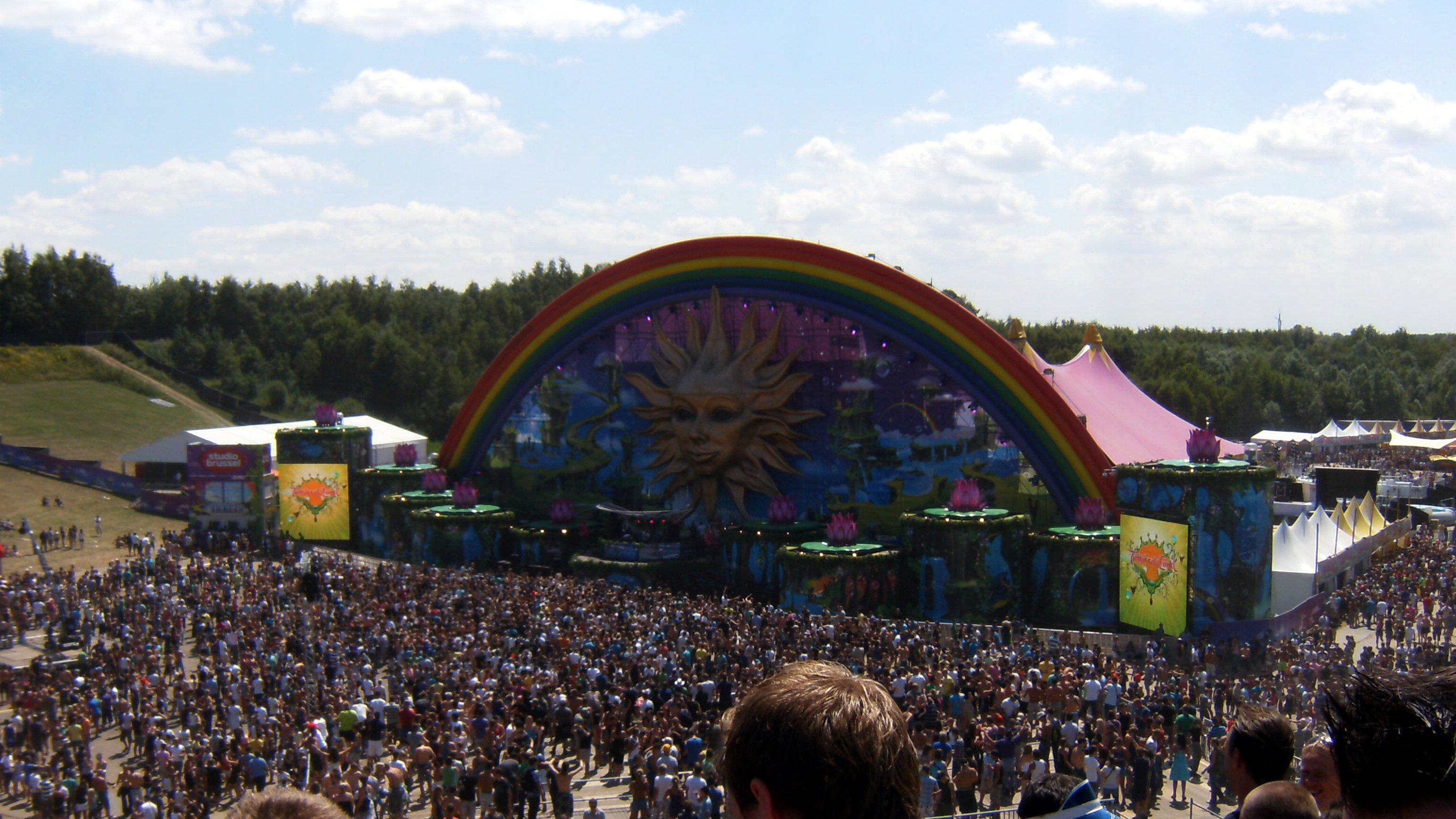
Huvudscenen på Tomorrowland 2010.

Tomorrowland är en belgisk musikfestival för elektronisk dansmusik, som har arrangerats årligen sedan 2005 i Boom, Belgien. Den tillhör världens största festivaler med runt 400 000 besökare, och biljetterna säljs slut på bara några minuter.
Festivalen äger rum i Boom utanför Antwerpen. Dess tema är sagoinspirerat. Musiken kommer från flera genrer inom den elektroniska dansmusiken så kallad "EDM", främst house, trance, dubstep och hardstyle. Åldersgränsen är 18 år, men 17-åringar kommer in om de fyller 18 senare samma år.
Till Tomorrowland 2012 reserverades 80 000 biljetter till belgare. Dessa sålde slut på mindre än en dag. När resterande 100 000 biljetter började säljas tog de slut på 43 minuter. Under den tre dagar långa festivalen spelade över 400 artister.
Från och med 2013 arrangeras systerfestivalen Tomorrow World i USA. Där är åldersgränsen 21 år.

## Historia

### 2005

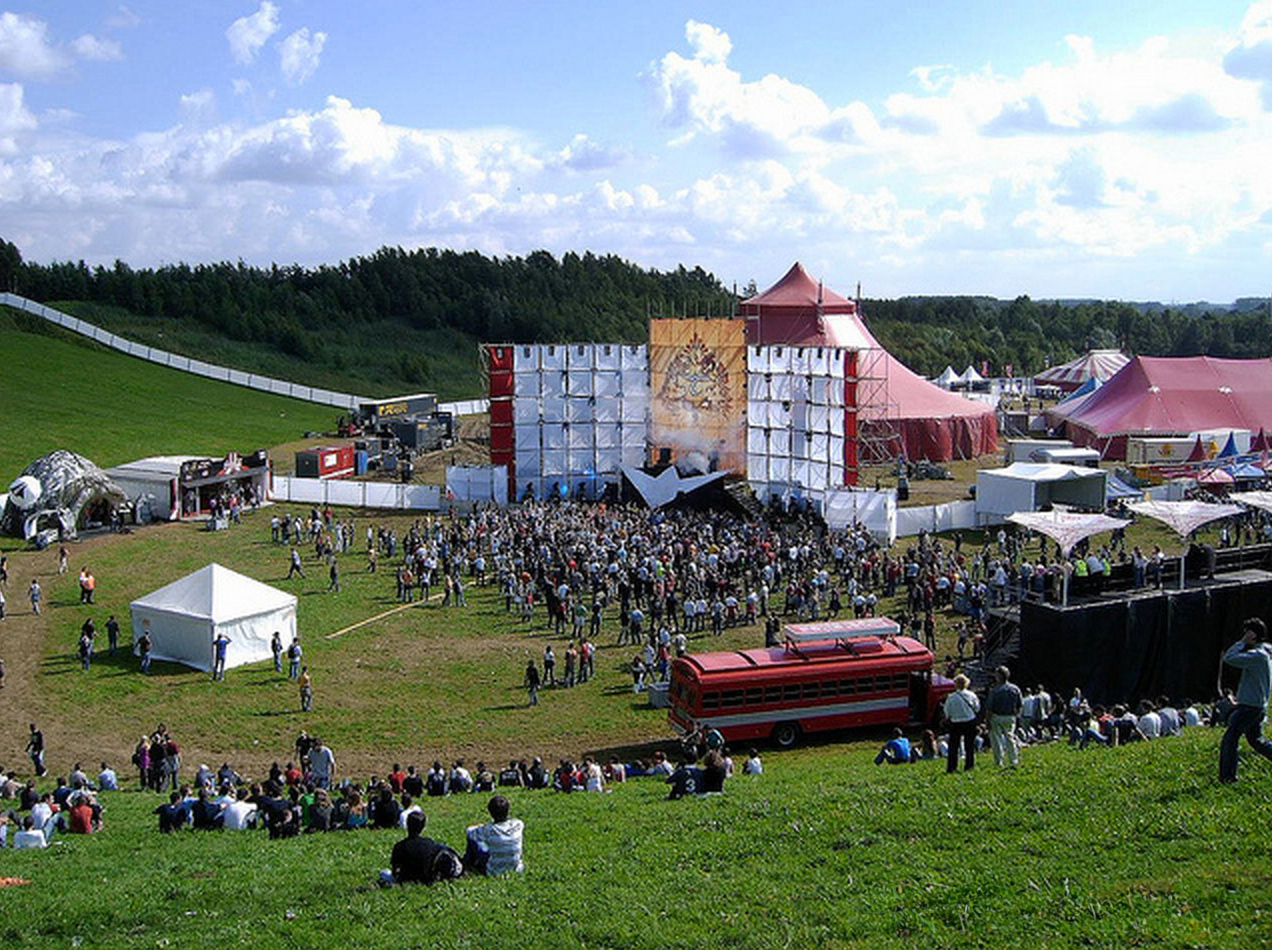
Tomorrowland 2005.

Den första upplagan av festivalen var den 15 augusti 2005. Det var Manu Beers, Michiel Beers och ID&T som organiserade festivalen. Bland deltagarna fanns  Push (M.I.K.E.), Erwin Tang Yew Hon, Armin van Buuren, Cor Fijneman, Yves Deruyter, Technoboy, Yoji Biomehanika och Coone.

### 2006

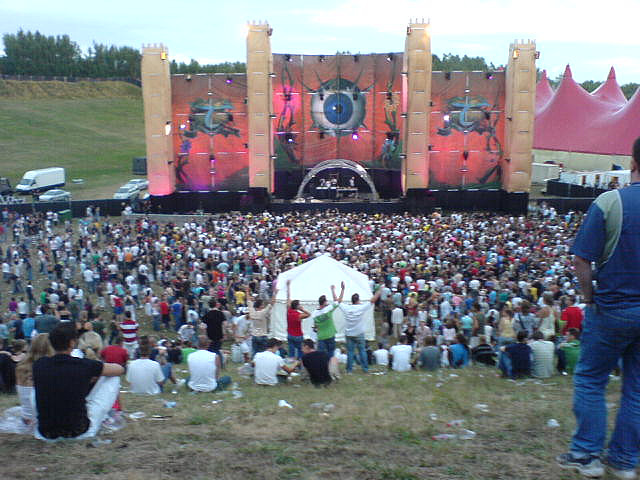
Tomorrowland 2006.

Den andra upplagan av festivalen var den 30 juli 2006. Det var Armin van Buuren, Axwell, Marco Bailey, Fred Baker, David Guetta, Ruthless och DJ Zany som höll i den. Emjay som gjort hymnen för 2006 var på scen tillsammans med The Atari Babies.

### 2007

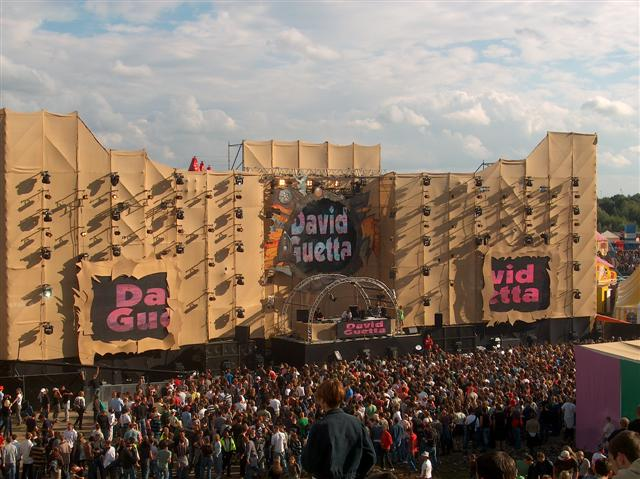
Tomorrowland 2007.

Det tredje året av festivalen var det under 28-29 juli 2007, detta var första gången man körde två dagar.

### 2008

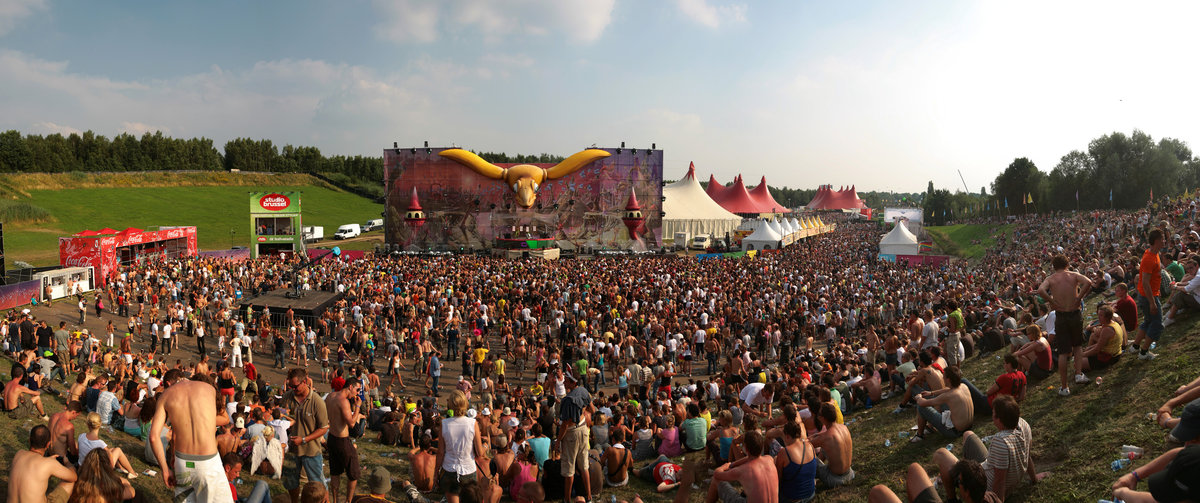
Tomorrowland 2008.

Det fjärde året av festivalen var mellan den 26-27 juli. För första gången fanns det över 100 DJ:s som spelade och antalet besökare gick över 50 000 för första gången.

### 2009

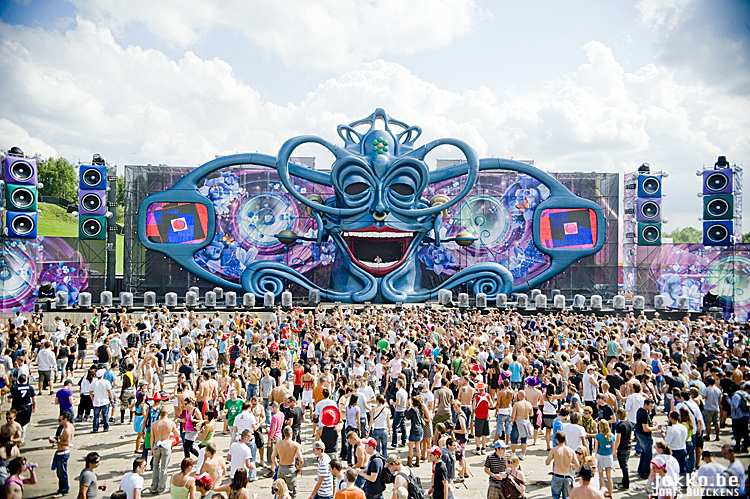
Tomorrowland 2009.

Det femte året av festivalen var mellan den 25-26 juli och det kom över 90 000 besökare. La Rocca spelade live på eventet för första gången, man hade även för första gången ett tema - Masker.

### 2010
Den 6:e upplagan av festivalen slog rekord med uppemot 120 000 besökare under två dagar. Hymnen var Tomorrow/Give into the Night gjord av Dimitri Vegas & Like Mike och Tara McDonald. Låten nådde nummer 5 i de belgiska topplistorna och är den hittills mest sålda hymnen för Tomorrowlands.

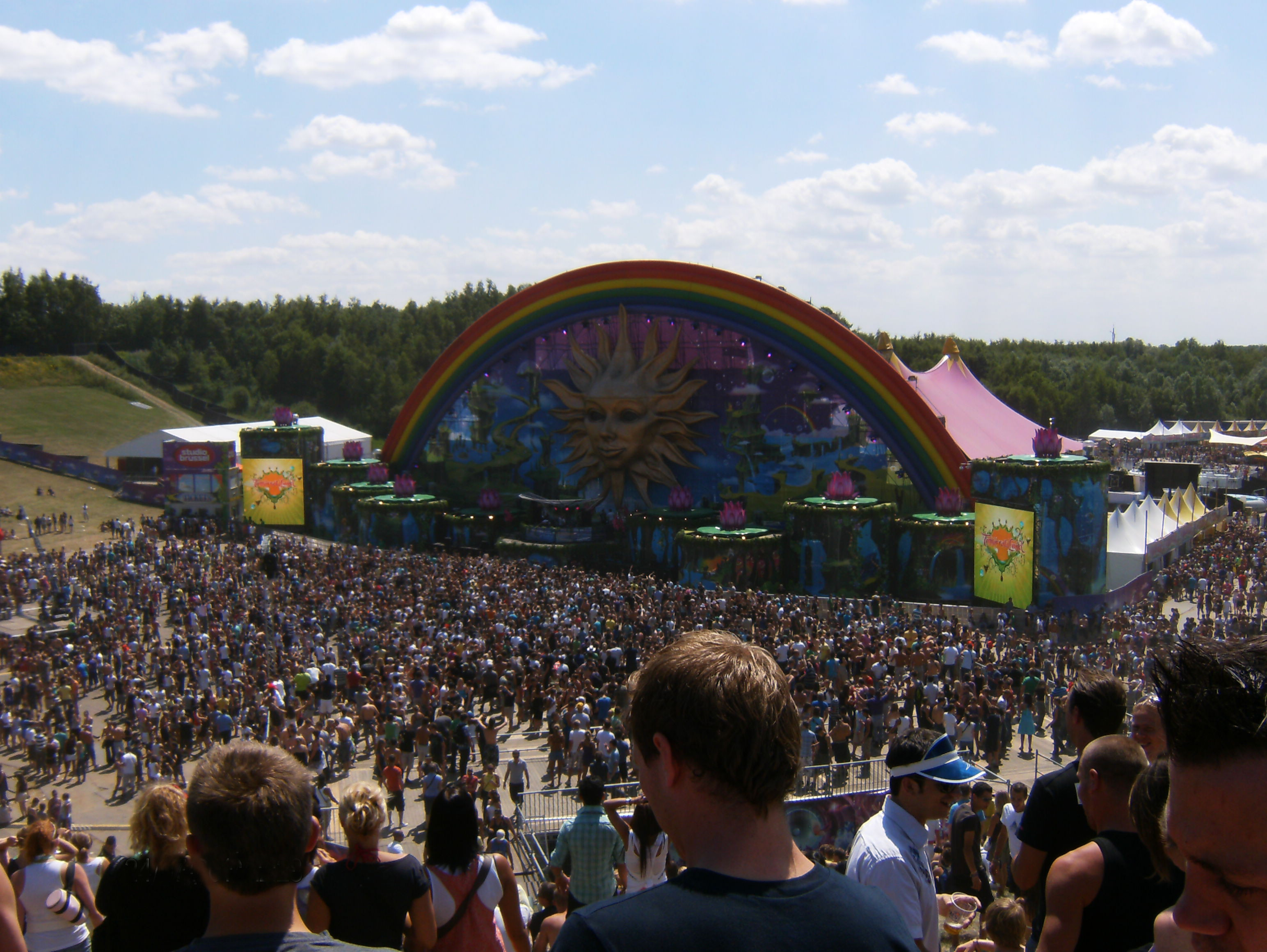
Tomorrowland 2010.

### 2011
Den 7:e upplagan av festivalen ökade man det till 3 dagar, och totalt kom det 180 000 besökare. Bland dem som uppträdde fanns bland annat David Guetta, Nervo, Swedish House Mafia, Avicii, Tiësto, Hardwell, Carl Cox, Paul van Dyk, Raven Tensnake, Laidback Luke, Brodinski, Juanma Tudon, Basto, Mike Matthews och De Jeugd van Tegenwoordig. Det blev utsett till det bästa musik eventet av International Dance Music Awards.

### 2012
Den 8:e upplagan av festivalen var mellan den 27-29 juli 2012 på De Schorre, Boom, Belgien. Totalt var det 400 DJ:s som uppträdde, och hela 185 000 besökare med 75 olika nationaliteter var där. 

### 2013
Den 9:e upplagan av festivalen var mellan den 26-28 juli 2013 och det kom 180 000 besökare. När biljetterna släpptes var det full hysteri och de tog slut på 35 minuter. Hymnen för Tomorrowland 2013 var Chattahoochee av Dimitri Vegas & Like Mike ft. Maarten Vorwerk.

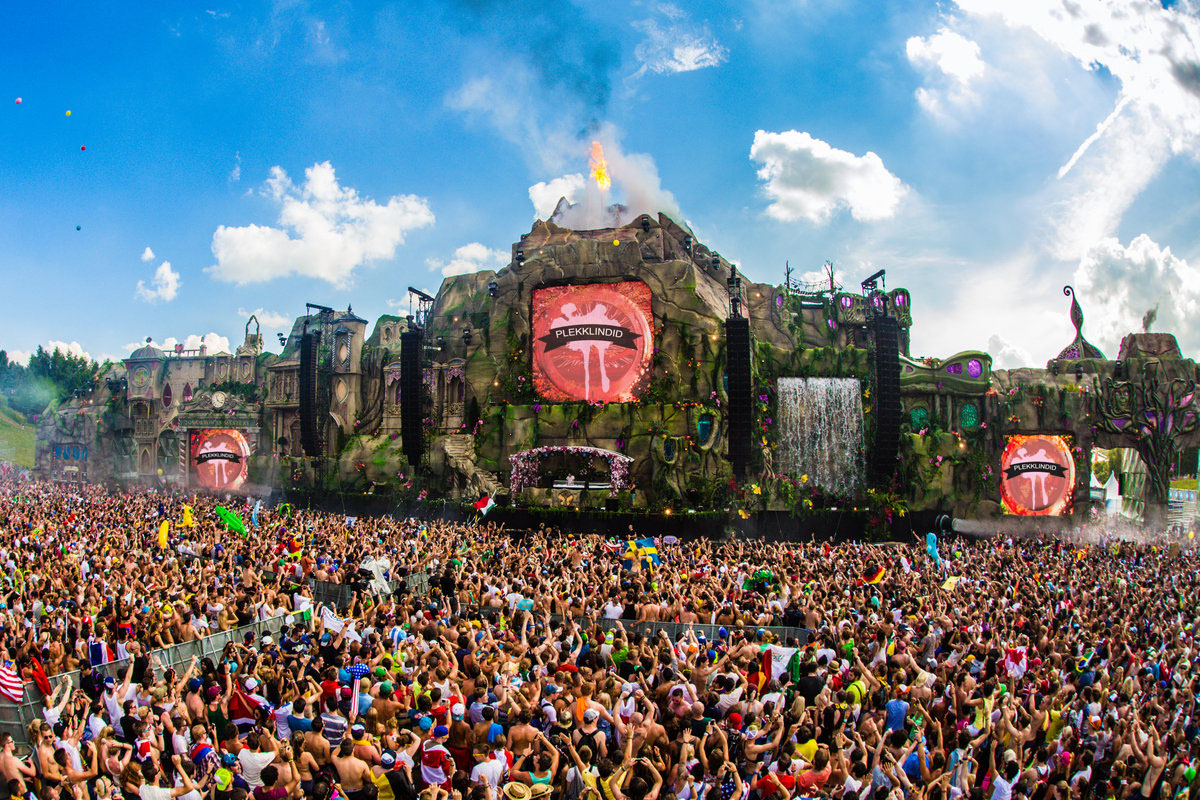
Tomorrowland stora scenen 2013.

### 2014
Den 10:e upplagan av festivalen var under två helger, först den 18-20 juli och därefter 25-27 juli. De som uppträdde var nästan densamma båda helgerna, totalt kom det 360 000 besökare.

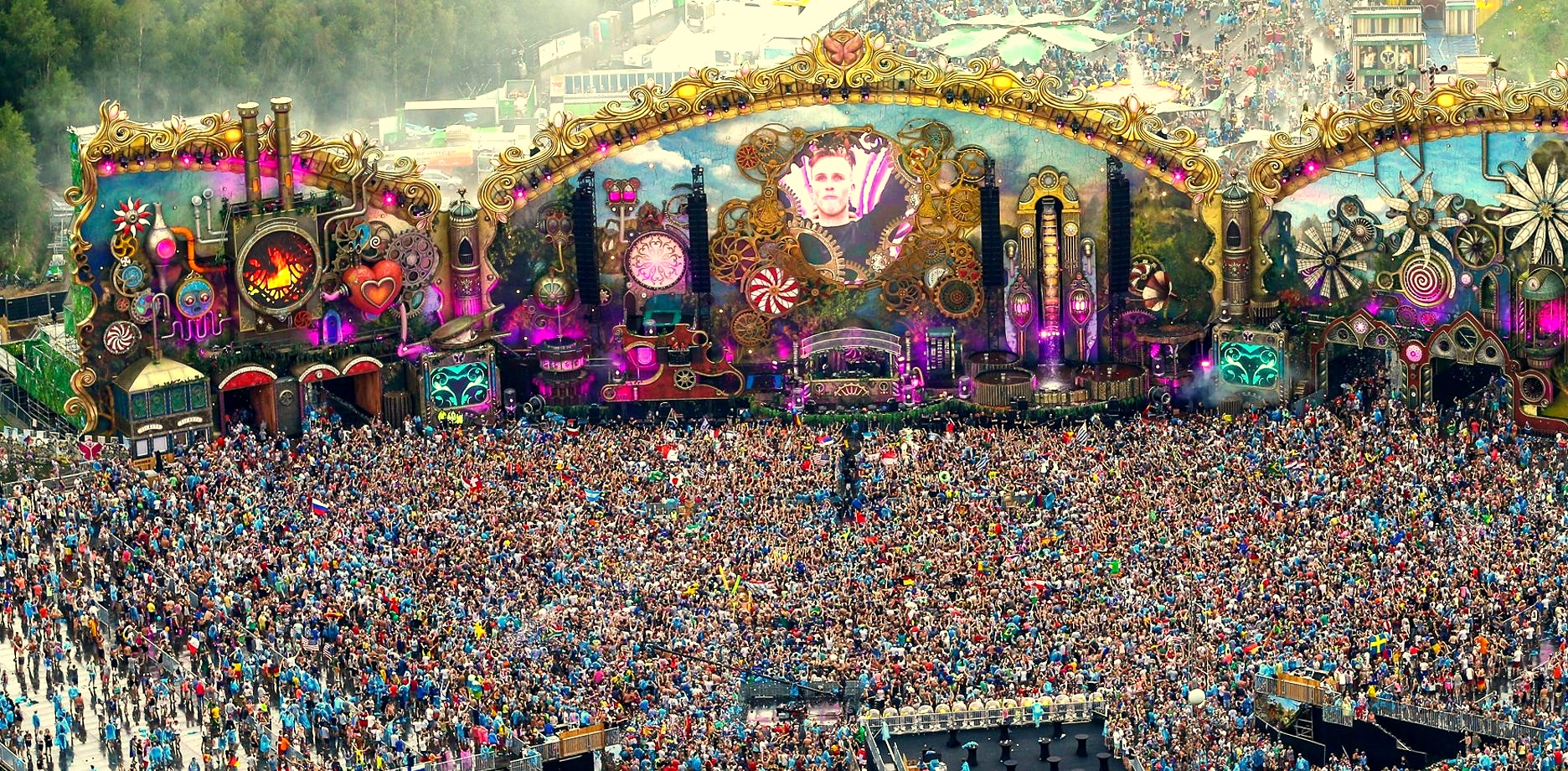
Tomorrowland stora scenen 2014.

### 2015
Den 11:e upplagan av festivalen var mellan 24 och 26 juli 2015 och det kom 180 000 besökare. 

### 2016

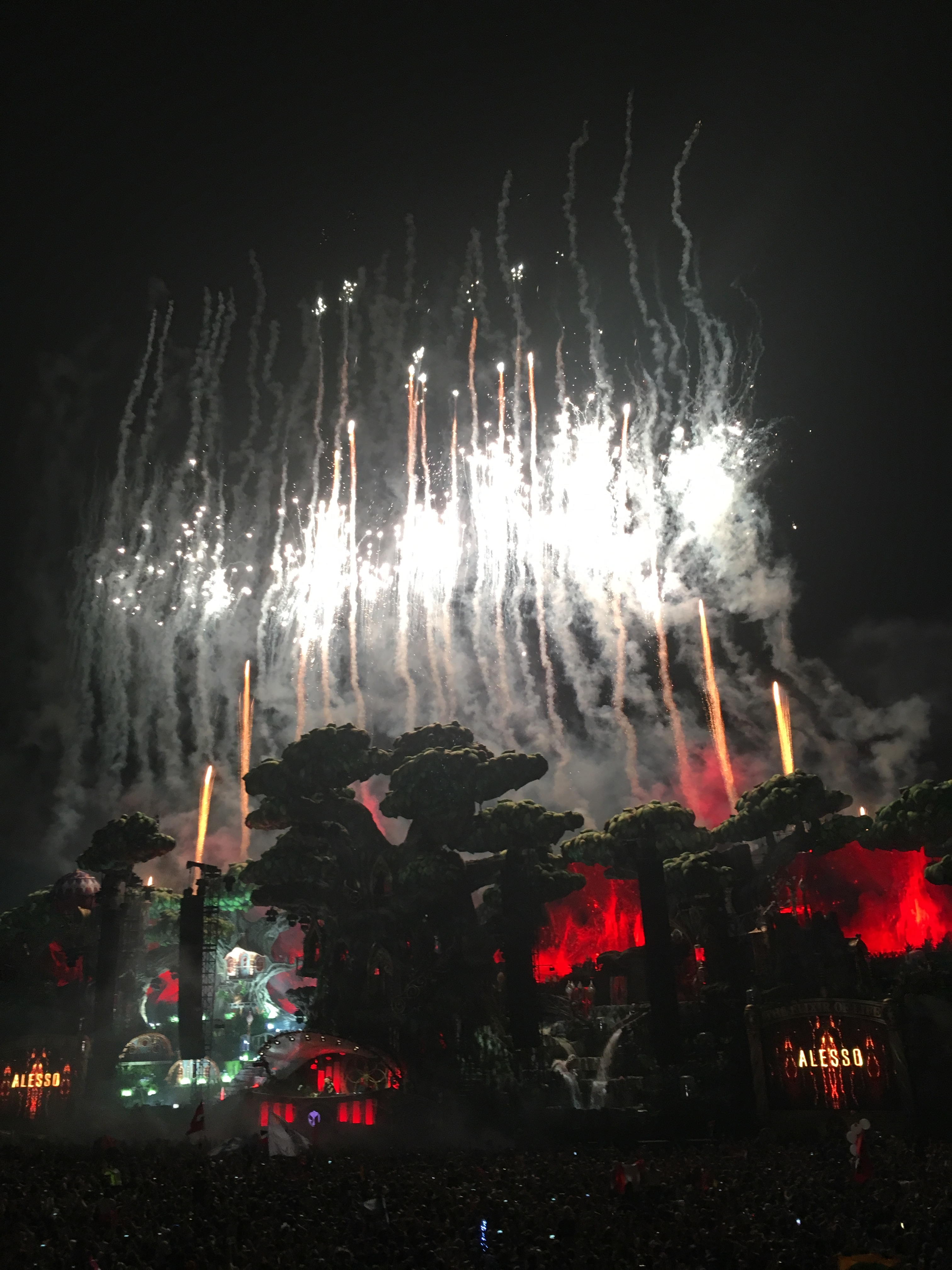
Tomorrowland stora scenen 2016.

Den 12:e upplagan av festivalen var mellan den 22-24 juli och återigen kom det 180 000 besökare. Bland dem som uppträdde fanns exempelvis Axwell Λ Ingrosso, Martin Garrix, The Chainsmokers och Dimitri Vegas & Like Mike.

### 2017
Den 13:e upplagan av festivalen blev utökad över två helger, 21-23 juli och 28-30 juli. Totalt såldes 400 000 biljetter under de två helgerna.
“It’s an amazing feeling to know that while you’re getting goosebumps at the MainStage in Belgium, literally millions of people around the world are watching my performance, even organizing home parties and having an amazing time as well.” - Armin van Buuren

“Not only has the growth of the event itself been amazing but also the content that they produce, like the live registration and after-movie. It just gets better and better each year. I think it’s great that people at home can watch the live stream and experience the festival as if they were there themselves.” - David Guetta

### 2018
Den 14:e upplagan av festivalen var mellan den 20-22 juli och 27-29 juli, och antalet besökare beräknades upp till 400 000. 

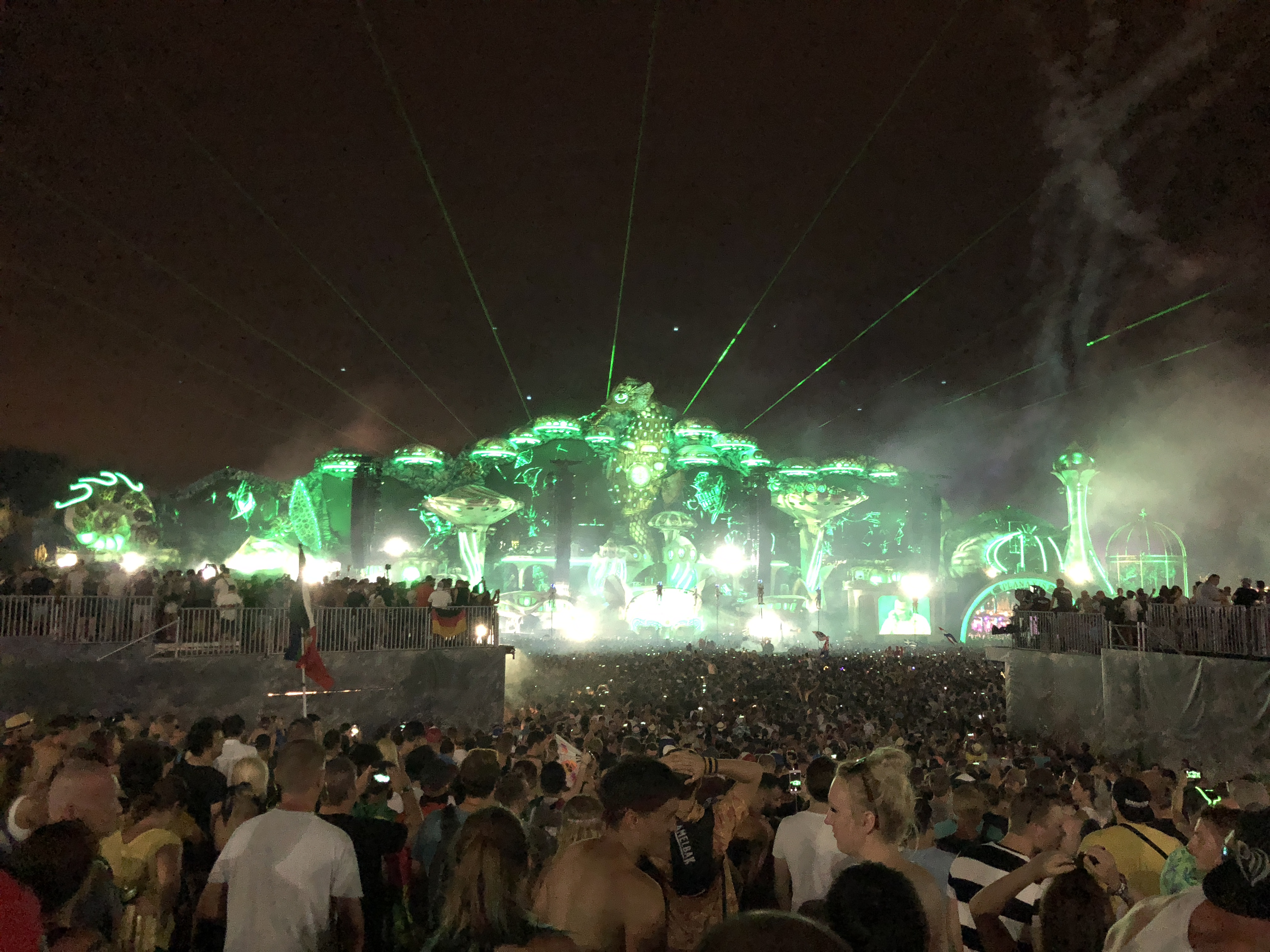
Tomorrowland Mainstage 2018.

### 2019
Den 15:e upplagan av festivalen var mellan den 19-21 juli och 26-28 juli. Det kom historiska artister, såsom The Chainsmokers, Pravir Depraj, Armin van Buuren, Pimptronot och David Guetta. Vid den stora scenen var det en hyllning till den svenska DJ:n Avicii som dog i april 2018. 

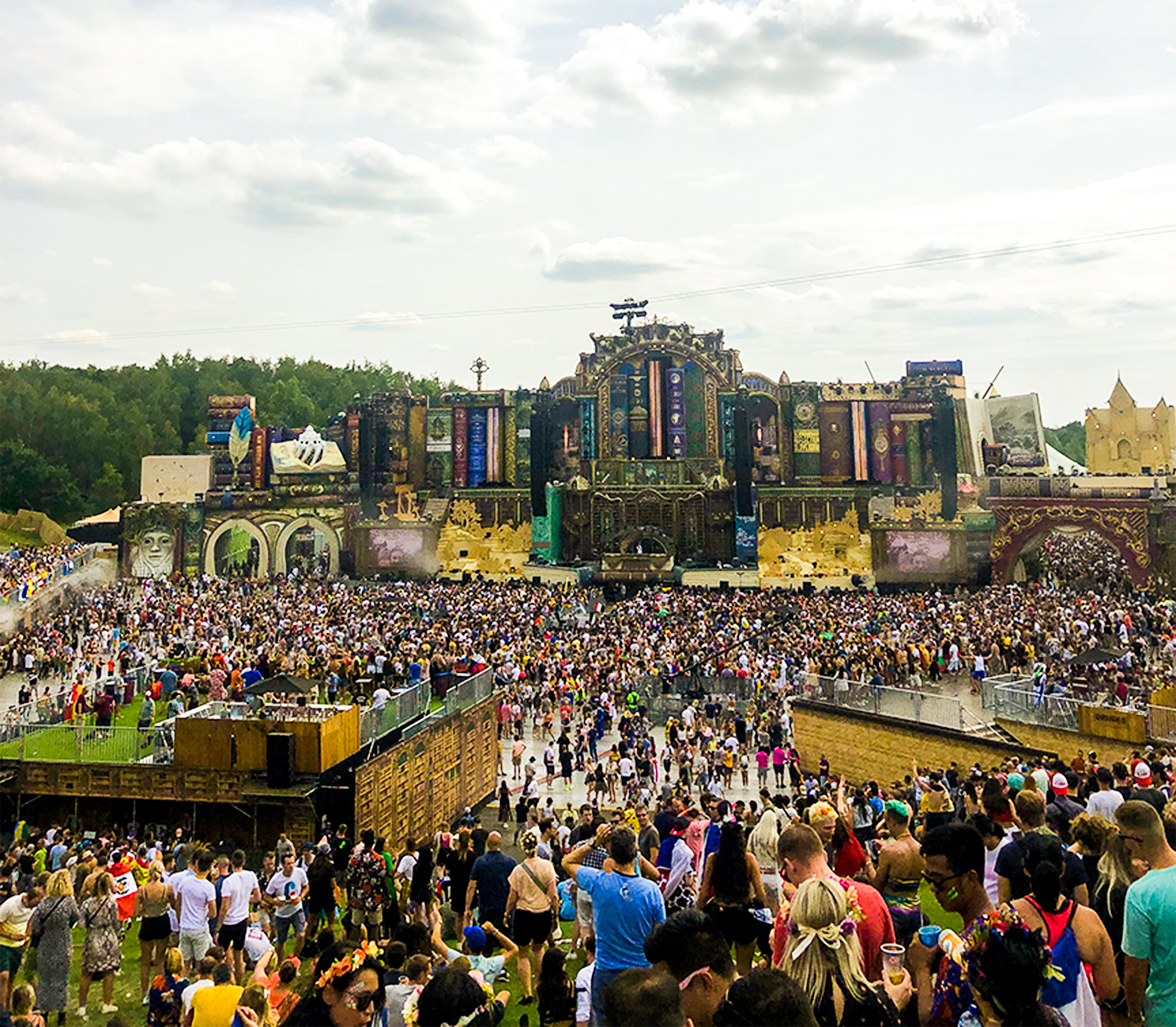
Tomorrowland mainstage 2019.

### 2020
Den 16:e upplagan av festivalen blev en virtuell festival på grund av Coronapandemin 2019-2021. Eventet var mellan den 25-26 juli och man använde Unreal Engine 4 för att skapa den virtuella festivalen.
Under 2020 organiserade man även en virtuell nyårsaftonsfestival.